# Stadio di Goffert
Lo stadio di Goffert (in olandese Goffertstadion) è uno stadio di calcio situato a Nimega, nei Paesi Bassi. È sede delle partite interne della squadra di calcio del NEC ed è situato nel Goffertpark, nel quartiere di Goffert. Sia il parco che lo stadio vengono chiamati comunemente Goffert.
Il vecchio stadio, inaugurato l'8 luglio 1939 da Bernardo di Lippe-Biesterfeld, ha avuto un record di 30.000 spettatori. Questo stadio è stato soprannominato "Il Bloedkuul" a causa della difficoltà per la costruzione dello stadio. In commemorazione nella parte posteriore dello stadio vi è un enorme zappa con un'iscrizione in onore dei caduti durante la costruzione.
Lo stadio è stato teatro di competizioni varie, come motocross, baseball, pattinaggio su ghiaccio, ippica, pallamano, atletica, ginnastica, rugby, equitazione e gare di velocità.

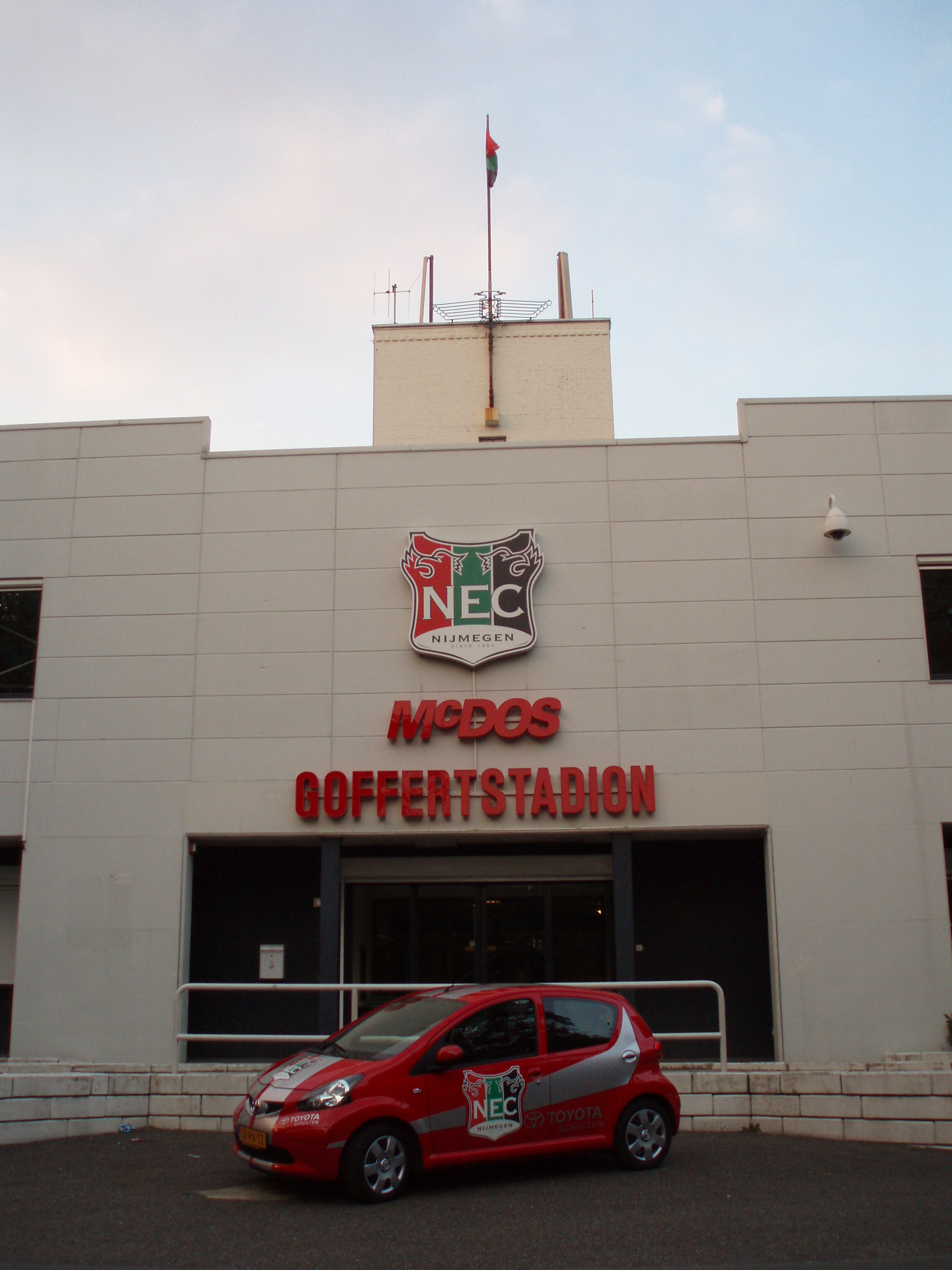
L'esterno dello stadio

Il NEC ha giocato fino al 1942, dopo che la Hazenkampseweg fu demolito per costruire un impianto più economico nel Goffert. Nel 1944 uno degli uffici amministrativi fu utilizzato come aula per il 1 ° anno della Scuola di Lourdes a St.Jacobslaan. Nel 1945 il vecchio sito è stato abbandonato dalla guerra perché era diventato un campo alleato.
Nel 1949 si disputò la prima partita della Super Cup e, successivamente, la prima partita di campionato giocata tra SVV e Quick Nijmegen vinta dall'SVV 2-0
Dal 1951 si celebra nello stadio l'apertura tradizionale della marcia di Nimega e della Festa delle parate.
Nel 1968 vi è stato il record di 32.000 spettatori durante una partita del NEC con l'Ajax, il più alto numero di spettatori mai raggiunto.
Nel 1979, lo stadio ha ospitato la nazionale olandese di calcio durante le qualificazioni per Euro 1980.
Nel 1983 NEC ha ricevuto nello stadio l'Barcellona per un match di Coppa UEFA e questa è la partita più importante mai giocata nello stadio.
Nel maggio 1993 il Goffert ha ospitato il rivale del NEC, il Vitesse di Arnhem per due partite. Il 16 maggio contro il Feyenoord (1-1) e il 23 maggio contro il PSV (0-1). All'ultima gara assisterono più di 20.000 spettatori.
Il 25 gennaio 2000 lo stadio è stato completamente rinnovato con un'apertura spettacolare, detta "Grand Goffert", a laser e ospitò una partita amichevole tra Anderlecht e il NEC, in cui la squadra di casa vinse 3-1. Il nuovo stadio ha una capienza di 12.500 spettatori. Gli spettatori sono separati dal campo da un 'fossato', che viene usato per montare le tribune durante la gara e dagli steward per monitorare il pubblico.
Vincent Paes, ex presidente del NEC, nel 2006, ha annunciato che i lavori per la metà dell'anello principale saranno conclusi per aumentare notevolmente la capacità.
Il 6 settembre 2006 venne giocato nello stadioil match tra la nazionale di calcio d'Israele e la nazionale di calcio di Andorra, una partita di qualificazione per Euro 2008.
Nel giugno 2007 lo stadio è stato utilizzato per un certo numero di partite per il Campionato europeo di calcio under 21. Venerdì 9 novembre 2007 vennero presentati piani per espandere la capienza dello stadio, destinati ad ampliare la capacità di 20.000 spettatori e per lo sviluppo della zona intorno allo stadio.